# Polythore gigantea
Polythore gigantea är en trollsländeart som först beskrevs av Selys 1853.  Polythore gigantea ingår i släktet Polythore och familjen Polythoridae. Inga underarter finns listade i Catalogue of Life.